# Büsum
Büsum là một đô thị du lịch và ngư nghiệp ở huyện Dithmarschen, trong bang Schleswig-Holstein, nước Đức. Đô thị Büsum có diện tích 8,27 km², dân số thời điểm 31 tháng 12 năm 2006 là 4867 người. Đô thị này tọa lạc bên bờ Biển Bắc, khoảng 18 km về phía tây nam của Heide.
Büsum là thủ phủ hành chính của Amt ("đô thị chung") Büsum-Wesselburen.